# Mark Tremonti
Mark Thomas Tremonti (ur. 18 kwietnia 1974 w Grosse Pointe, Michigan) – amerykański muzyk, gitarzysta grup rockowych Alter Bridge, Creed oraz Tremonti.

## Kariera
Urodził się w amerykańskim mieście Grosse Pointe nieopodal Detroit, w rodzinie włosko-amerykańskiej. W 1985 roku Tremonti kupił swoją pierwszą gitarę i zapisał się na naukę gry na tym instrumencie. Znudzony lekcjami i obowiązującym na nich repertuarem zrezygnował na rzecz nauki własnej. Zaopatrzył się w niezbędne do samodzielnej nauki materiały i ćwiczył tak długo dopóki nie uznał, że efekty są zadowalające.
W szkole średniej wraz z Scottem Stappem założyli własną grupę Wit's End – grali głównie covery innych metalowych zespołów.
Po rocznej rozłące Tremonti i Stapp ponownie skonsolidowali swoje siły, dzięki ogłoszeniu dołączyli do nich Brian Marshall (bas) i Scott Phillips (perkusja) i tak powstał Creed. Zespół odniósł ogromny sukces, również komercyjny, na całym świecie. Tremonti 3 razy z rzędu został uhonorowany tytułem najlepszego gitarzysty.
Po rozpadzie zespołu Tremonti zaangażował się w projekty muzyczne innych grup m.in. Submersed i wystąpił gościnnie na płytach Michaela Angelo Batia i Frozziego. Cały czas myślał jednak o założeniu nowego zespołu. Wraz z Marshallem i Phillipsem rozpoczęli gromadzenie materiału do nowej płyty oraz poszukiwania wokalisty. Tremonti zadzwonił do Mylesa Kennedy'ego, którego zapamiętał z zespołu The Mayfield Four, który supportował Creeda w 1998 roku, z propozycją próbnego nagrania wokalu do paru kawałków. Kennedy przyjechał do Orlando i tak rozpoczął się nowy rozdział muzycznej kariery Tremontiego – Alter Bridge.
17 lipca 2012 ukazał się debiutancki album projektu Tremonti pt. All I Was. Został wydany przez wytwórnię Fret 12 Records, którą prowadzi brat Marka, Daniel Tremonti oraz Tom Stanley.

## Instrumentarium
- Paul Reed Smith Mark Tremonti Signature Model
- Paul Reed Smith Mark Tremonti "Stella" Signature Model
- Taylor 514ce Acoustic guitar

## Dyskografia
- Michael Angelo Batio – Hands Without Shadows (2005, gościnnie)[6]
- Fozzy – All That Remains (2005, gościnnie)[7]
- Michael Angelo Batio – Hands Without Shadows 2: Voices (2009, gościnnie)[8]

## Nagrody i wyróżnienia
| Rok  | Kategoria | Tytułem                        | Nagroda                         | Nota | Źródło |
| ---- | --------- | ------------------------------ | ------------------------------- | ---- | ------ |
| 2014 | Riff Lord | Mark Tremonti                  | Metal Hammer Golden Gods Awards | Laur | [ 9 ]  |
| 2022 | Best riff | "Silver Tongue" - Alter Bridge | Guitar World Best Riff Awards   | Laur |        |